# Franz von Fürstenberg
Franz Friedrich Wilhelm von Fürstenberg, född den 7 augusti 1728 i Arnsberg, död den 16 september 1810 i Münster, var en tysk friherre och statsman.  Han tillhörde den westfaliska adelsätten Fürstenberg.

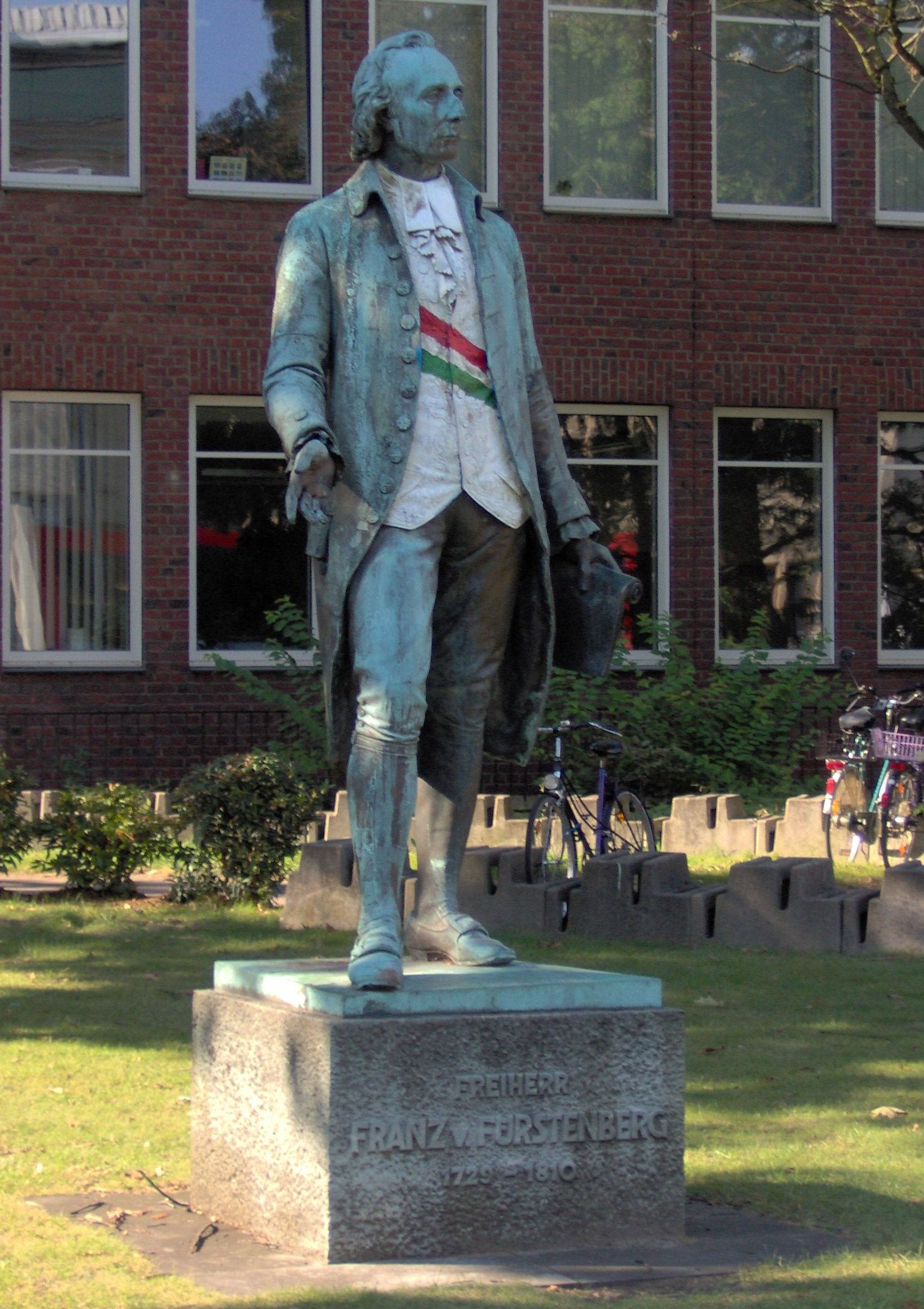
Staty av Franz von Fürstenberg i Münster.

Fürstenberg var under sjuåriga kriget (1756-63) kanik i Münster och utsågs av kurfursten av Köln, Maximilian Friedrich von Königsegg-Rothenfels (som därjämte var biskop av Münster) till minister och styresman i münsterska landet. År 1780 nedlade han sin ministerbefattning, men fortfor till 1807 att styra landet i egenskap av generalvikarie. Genom sin ovanliga duglighet och insikt bragte han landet i ett blomstrande tillstånd. Bland hans åtgärder förtjänar en reform av skolväsendet, grundandet av en militärakademi, införandet av en medicinalordning (den första i sitt slag i Tyskland) och stiftandet av ett fullständigt universitet i Münster att nämnas. En staty över honom restes 1875 i Münster.